# Amiota hsui
Amiota hsui är en tvåvingeart som beskrevs av Maca 2003. Amiota hsui ingår i släktet Amiota och familjen daggflugor. Inga underarter finns listade i Catalogue of Life.